# Boulange
Boulange (fràncic lorenès Bettchden) és un municipi francès situat al departament del Mosel·la i a la regió del Gran Est. L'any 2007 tenia 2.236 habitants.

## Demografia

### Població
El 2007 la població de fet de Boulange era de 2.236 persones. Hi havia 804 famílies, de les quals 159 eren unipersonals (49 homes vivint sols i 110 dones vivint soles), 211 parelles sense fills, 365 parelles amb fills i 69 famílies monoparentals amb fills.
La població ha evolucionat segons el següent gràfic:
Habitants censats

### Habitatges
El 2007 hi havia 869 habitatges, 818 eren l'habitatge principal de la família, 3 eren segones residències i 48 estaven desocupats. 676 eren cases i 190 eren apartaments. Dels 818 habitatges principals, 675 estaven ocupats pels seus propietaris, 123 estaven llogats i ocupats pels llogaters i 20 estaven cedits a títol gratuït; 3 tenien una cambra, 27 en tenien dues, 93 en tenien tres, 263 en tenien quatre i 432 en tenien cinc o més. 640 habitatges disposaven pel capbaix d'una plaça de pàrquing. A 294 habitatges hi havia un automòbil i a 415 n'hi havia dos o més.

### Piràmide de població
La piràmide de població per edats i sexe el 2009 era:
| Homes | Edats   | Dones |
| ----- | ------- | ----- |
| 0     | 95 o +  | 0     |
| 0     | 90 a 94 | 0     |
| 12    | 85 a 89 | 8     |
| 12    | 80 a 84 | 16    |
| 16    | 75 a 79 | 36    |
| 36    | 70 a 74 | 28    |
| 40    | 65 a 69 | 60    |
| 52    | 60 a 64 | 28    |
| 56    | 55 a 59 | 64    |
| 72    | 50 a 54 | 68    |
| 60    | 45 a 49 | 72    |
| 84    | 40 a 44 | 68    |
| 44    | 35 a 39 | 48    |
| 68    | 30 a 34 | 56    |
| 76    | 25 a 29 | 56    |
| 44    | 20 a 24 | 72    |
| 60    | 15 a 19 | 52    |
| 52    | 10 a 14 | 60    |
| 48    | 5 a 9   | 76    |
| 36    | 0 a 4   | 44    |

## Economia
El 2007 la població en edat de treballar era de 1.410 persones, 1.027 eren actives i 383 eren inactives. De les 1.027 persones actives 918 estaven ocupades (538 homes i 380 dones) i 110 estaven aturades (46 homes i 64 dones). De les 383 persones inactives 87 estaven jubilades, 99 estaven estudiant i 197 estaven classificades com a «altres inactius».

### Ingressos
El 2009 a Boulange hi havia 815 unitats fiscals que integraven 2.181,5 persones, la mediana anual d'ingressos fiscals per persona era de 16.259 €.

### Activitats econòmiques
Dels 46 establiments que hi havia el 2007, 1 era d'una empresa extractiva, 2 d'empreses alimentàries, 2 d'empreses de fabricació d'altres productes industrials, 9 d'empreses de construcció, 17 d'empreses de comerç i reparació d'automòbils, 2 d'empreses de transport, 2 d'empreses d'hostatgeria i restauració, 1 d'una empresa financera, 3 d'empreses immobiliàries, 4 d'entitats de l'administració pública i 3 d'empreses classificades com a «altres activitats de serveis».
Dels 12 establiments de servei als particulars que hi havia el 2009, 1 era una oficina de correu, 1 una oficina bancària, 1 taller de reparació d'automòbils i de material agrícola, 2 paletes, 1 fusteria, 2 lampisteries, 1 empresa de construcció, 1 perruqueria, 1 restaurant i 1 agència immobiliària.
Dels 3 establiments comercials que hi havia el 2009, 2 eren fleques i 1 una joieria.
L'any 2000 a Boulange hi havia 7 explotacions agrícoles.

## Equipaments sanitaris i escolars
El 2009 hi havia 1 centre de salut i 1 farmàcia.
El 2009 hi havia 1 escola maternal i 1 escola elemental.

## Poblacions més properes
El següent diagrama mostra les poblacions més properes.